# Onthophagus laetus
Onthophagus laetus là một loài bọ cánh cứng trong họ Bọ hung (Scarabaeidae).